# Attagenus fallax
Attagenus fallax es una especie de coleóptero de la familia Dermestidae.

## Distribución geográfica
Se distribuyen por el paleártico sur: sur de Europa y norte de África.